# Buenavista, Acaponeta
Buenavista är en ort i Mexiko.   Den ligger i kommunen Acaponeta och delstaten Nayarit, i den centrala delen av landet, 700 km nordväst om huvudstaden Mexico City. Buenavista ligger 12 meter över havet och antalet invånare är 254.
Terrängen runt Buenavista är mycket platt. Runt Buenavista är det ganska glesbefolkat, med 27 invånare per kvadratkilometer. Närmaste större samhälle är Tecuala, 7,4 km söder om Buenavista. Trakten runt Buenavista består till största delen av jordbruksmark.